# فوسفين
الفوسفين (أو فوسفان حسب الاتحاد الدولي للكيمياء البحتة والتطبيقية) هو مركب كيميائي صيغته PH3. وهو غاز قابل للاشتعال عديم اللون ، ويعتبر من الغازات السامة. يكون الفوسفين النقي عديم الرائحة، ولكن العينات المنتجة تقنياً (ذات نقاوة غير مرتفعة) تكون ذات رائحة كريهة جدا مثل الثوم أو السمك المتعفن، ويرجع ذلك إلى وجود الفوسفين مع ثنائي الفوسفان (P2H4).
يعد الفوسفين منطلق مركبات الفوسفانات، وهو أبسطها.